# Henri Daniel Guyot
Henri Daniel Guyot (né à Blegny le 25 novembre 1753, mort à Groningue le 10 janvier 1828) est un pasteur de l'Église wallonne de Groningue et le fondateur du premier institut pour sourds aux Pays-Bas qu'il crée en 1790.

## Biographie
Il naît à Trois Fontaines, un hameau près du village de Blegny, au nord-est de Liège. Il étudie ensuite à l'université de Franeker. À partir de 1777, il devient pasteur de l'Église wallonne à Groningue et en 1781, il s'installe dans cette ville. Le 14 avril 1790, il fonde avec Hora Siccama, Van Olst et Van Calcar à Groningue, le premier institut pour sourds aux Pays-Bas. Il consacre le restant de ses jours au développement de son institut.

## Reconnaissance
À l'automne de 1815, Guyot est nommé membre de la Faculté des arts de l'université de Groningue. Un an plus tôt, il avait reçu le titre de professeur honoraire. Il est nommé Chevalier de l'Ordre du Lion néerlandais. Un monument est érigé en son honneur en 1829 sur la place qui porte son nom à Groningue.